# 方景
方景（ほうけい）とは、日本で生産されたアングロアラブの種牡馬である。
※以下、馬齢はすべて2000年以前に使用された旧表記（数え年）にて記述する。

## 概要
青森県八戸市に存在した国営の奥羽種馬牧場で生産される。父アスフオードはプリメロの全兄であり、イギリスで競走馬生活を送りドンカスターカップなど6勝を挙げたのち日本へ種牡馬として輸入された。母父エルワルドはシリア産の純血アラブ、母母父のオーバーヤン五ノ六はハンガリーの王立バボルナ牧場で生産されたシャギア・アラブである。母母の影鶯、母影英はともに同じく奥羽種馬牧場で生産され、そのまま同牧場で国有の繁殖牝馬として繋養された。
種牡馬としては成功を収め、アングロアラブでありながら中山大障害に出走したホウセイ、南関東公営競馬で活躍し国営競馬でも勝利したホウセント、同じく南関東で秋の特別を2勝しサラブレッドとも好勝負を演じたセンジユらを輩出した。1953年の読売カップ(春)を制したアシヤガワとセンジユが後継種牡馬として活躍したほか、母の父としてもトモスベビー、ヤマジヨーなどを出し、その血を後世へと伝えている。

## 血統表
| 方景の血統（ブランドフォード系 / 「アア」表記はアングロアラブ種 「アラ」表記はアラブ種 「*」が付された馬名はシャギア・濠サラ | 方景の血統（ブランドフォード系 / 「アア」表記はアングロアラブ種 「アラ」表記はアラブ種 「*」が付された馬名はシャギア・濠サラ | 方景の血統（ブランドフォード系 / 「アア」表記はアングロアラブ種 「アラ」表記はアラブ種 「*」が付された馬名はシャギア・濠サラ | （血統表の出典）                | （血統表の出典）                |
| 父 アスフオード Athford 1925                                                                                                 | 父の父Blandford 1919 | Swynford 1907 | John o'Gaunt 1901               | John o'Gaunt 1901               |
| 父 アスフオード Athford 1925                                                                                                 | 父の父Blandford 1919 | Swynford 1907 | Canterbury Pilgrim 1893         |                                 |
| 父 アスフオード Athford 1925                                                                                                 | 父の父Blandford 1919 | Blanche 1917 | White Eagle 1905                | White Eagle 1905                |
| 父 アスフオード Athford 1925                                                                                                 | 父の父Blandford 1919 | Blanche 1917 | Black Cherry 1892               |                                 |
| 父 アスフオード Athford 1925                                                                                                 | 父の母Athasi 1817 | Farasi 1903 | Desmond 1896                    | Desmond 1896                    |
| 父 アスフオード Athford 1925                                                                                                 | 父の母Athasi 1817 | Farasi 1903 | Molly Morgan 1899               |                                 |
| 父 アスフオード Athford 1925                                                                                                 | 父の母Athasi 1817 | Athgreany 1910 | Galloping Simon 1904            | Galloping Simon 1904            |
| 父 アスフオード Athford 1925                                                                                                 | 父の母Athasi 1817 | Athgreany 1910 | Fairyland 1903                  |                                 |
| 母 アア 影英 1929 | 母の父アラ エルワルド 1919                                                                                                   | |                                 |                                 |
| 母 アア 影英 1929 | 母の父アラ エルワルド 1919                                                                                                   | |                                 |                                 |
| 母 アア 影英 1929 | 母の父アラ エルワルド 1919                                                                                                   | |                                 |                                 |
| 母 アア 影英 1929 | 母の父アラ エルワルド 1919                                                                                                   | |                                 |                                 |
| 母 アア 影英 1929 | 母の母アア 影鶯 1919 | *アラ オーバヤン五ノ六 O'Bajan V-6 1908                                                                                      | *アラ O'Bajan V 1894            | *アラ O'Bajan V 1894            |
| 母 アア 影英 1929 | 母の母アア 影鶯 1919 | *アラ オーバヤン五ノ六 O'Bajan V-6 1908                                                                                      | *アラ ガズラン一ノ五            |                                 |
| 母 アア 影英 1929 | 母の母アア 影鶯 1919 | 第一エラ 1912 | プライド Pride of Tathwell 1900 | プライド Pride of Tathwell 1900 |
| 母 アア 影英 1929 | 母の母アア 影鶯 1919 | 第一エラ 1912 | エラ 1901 11-g                  |                                 |